# Terebra taurina
Terebra taurina är en snäckart som först beskrevs av John Lightfoot 1786.  Terebra taurina ingår i släktet Terebra och familjen Terebridae. Inga underarter finns listade i Catalogue of Life.